# Хвостосемянник
Хвостосемянник (лат. Urospermum; от др.-греч. οὐρά, oura — хвост и σπέρμα, sperma — семя) — род травянистых растений семейства Астровые (Asteraceae), распространённый в Средиземноморье.

## Ботаническое описание
Однолетние или многолетние травянистые растения. Стебли облиственные, простые или ветвистые, голые или с жесткими щетинистыми волосками. Листья цельные или перисторассечённые, зубчатые, нижние листья на черешках, средние и верхние — сидячие, стеблеобъемлющие.
Корзинки одиночные или многочисленные, крупные, многоцветковые, на верхушках стебля и боковых ветвей. Обёртка однорядная, листочки одинаковые, в числе 8, при основании сросшиеся. Общее цветоложе голое, ячеистое, коротковолосистое. Цветки все язычковые, жёлтые или серно-жёлтые, на верхушке с 5 бурыми зубчиками, наружные с пурпурным оттенком. Семянки изогнутые, поперечнополосатые, с полым, при основании вздутым носиком; хохолок из одного ряда белых, перистых, легко опадающих щетинок.

## Виды
Род включает 2 вида:
- Urospermum dalechampii (L.) Scop. ex F.W.Schmidt
- Urospermum picroides (L.) Scop. ex F.W.Schmidt typus[1] — Хвостосемянник горчаковидный